# Rue Raspail (Ivry-sur-Seine)
Pour les articles homonymes, voir Rue Raspail.
La rue Raspail est une voie de circulation se trouvant à Ivry-sur-Seine. 

## Situation et accès
Elle est desservie par la station de métro Mairie d'Ivry sur la ligne 7 du métro de Paris.

## Origine du nom

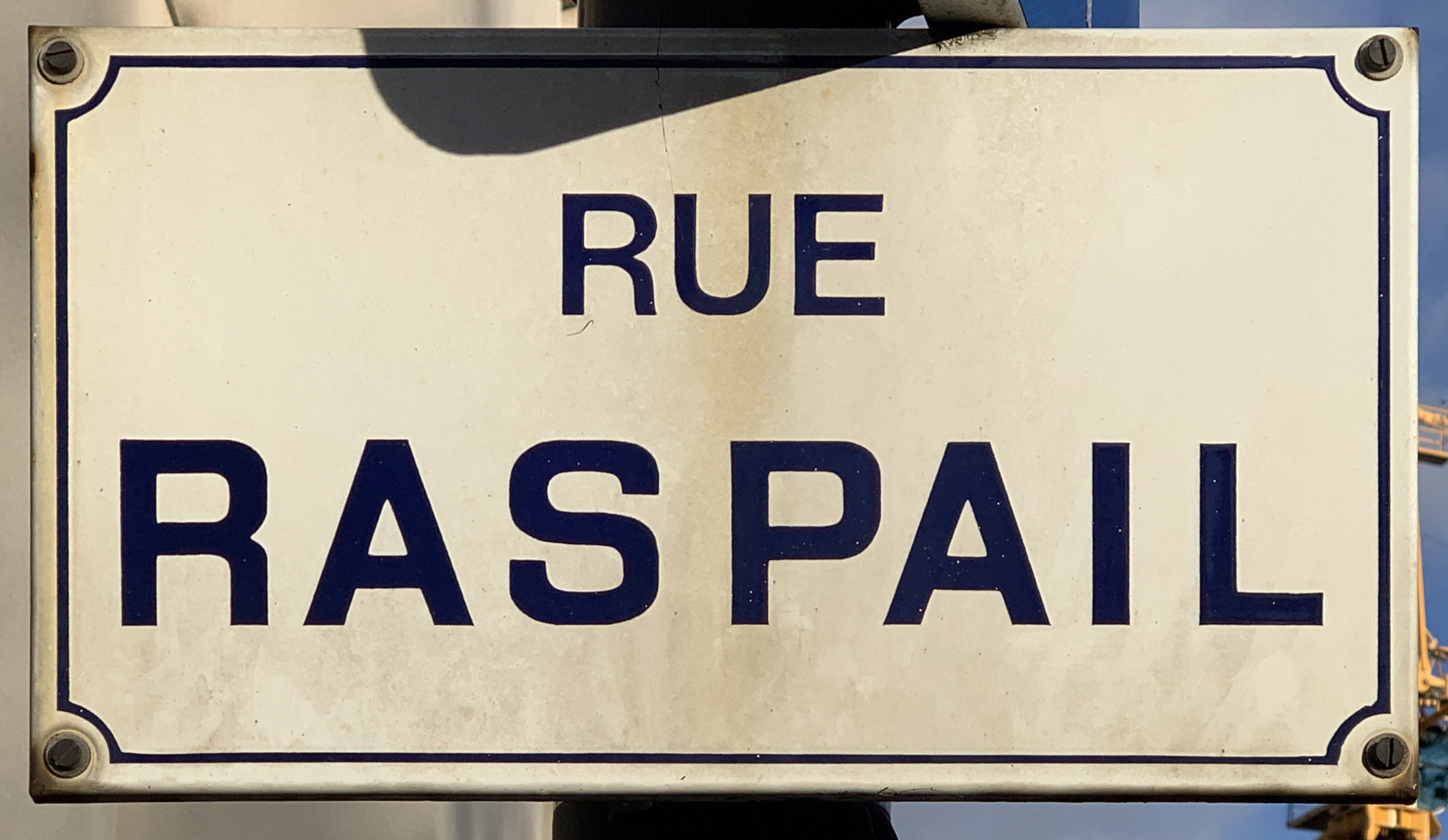
Plaque de la rue Raspail, 2021.

Cette voie porta le nom de rue des Champs-Blancs jusqu'à la place Émile-Guénet, puis rue du Colombier au-delà, est nommée en hommage à François-Vincent Raspail, chimiste, botaniste et homme politique français. Ce nom lui a été attribué par délibération du Conseil Municipal en date du 6 février 1879.

## Historique
Des fouilles menées en 1995, à l'angle de la rue Saint-Just (anciennement rue Denis-Papin) ont permis de révéler les fondations de l'ancienne chapelle Notre-Dame-des-Anges ou Notre-Dame-des-Champs, citée par l'abbé Lebeuf en 1757.
En 2003, cette rue du centre d'Ivry, dont le tracé sinueux révèle l'ancienneté, a livré aux archéologues de l'Institut national de recherches archéologiques préventives de nombreuses traces du passé, lors d'une campagne de fouilles dirigée par Jean-Yves Dufour, d’une petite parcelle urbaine de 900 m2, située au 44-46 de la rue Raspail à Ivry-sur-Seine.
Ont été mis au jour, outre des vestiges néolithiques et gaulois, les restes d'un habitat du haut Moyen Âge, et les fondations de bâtiments des XVe et XVIe, ainsi que d'une maison du XVIIIe,.

## Bâtiments remarquables et lieux de mémoire
- La Tour Raspail, construite en 1968, lors du programme de rénovation du centre-ville d’Ivry-sur-Seine[8],[9],[10].
- Au numéro 8, un immeuble inscrit au patrimoine, sous la référence IA00130046[11].
- Au numéro 11, maison de Madeleine Delbrêl[12],[13].
- Emplacement de l'ancien château d'Ivry.
- Hôtel de ville d'Ivry-sur-Seine.
- Théâtre des Quartiers d'Ivry.
- La manufacture des œillets, qui héberge l'école professionnelle supérieure d'arts graphiques.
- À l'angle avec la rue Saint-Just se trouvent les anciens bains-douches municipaux.

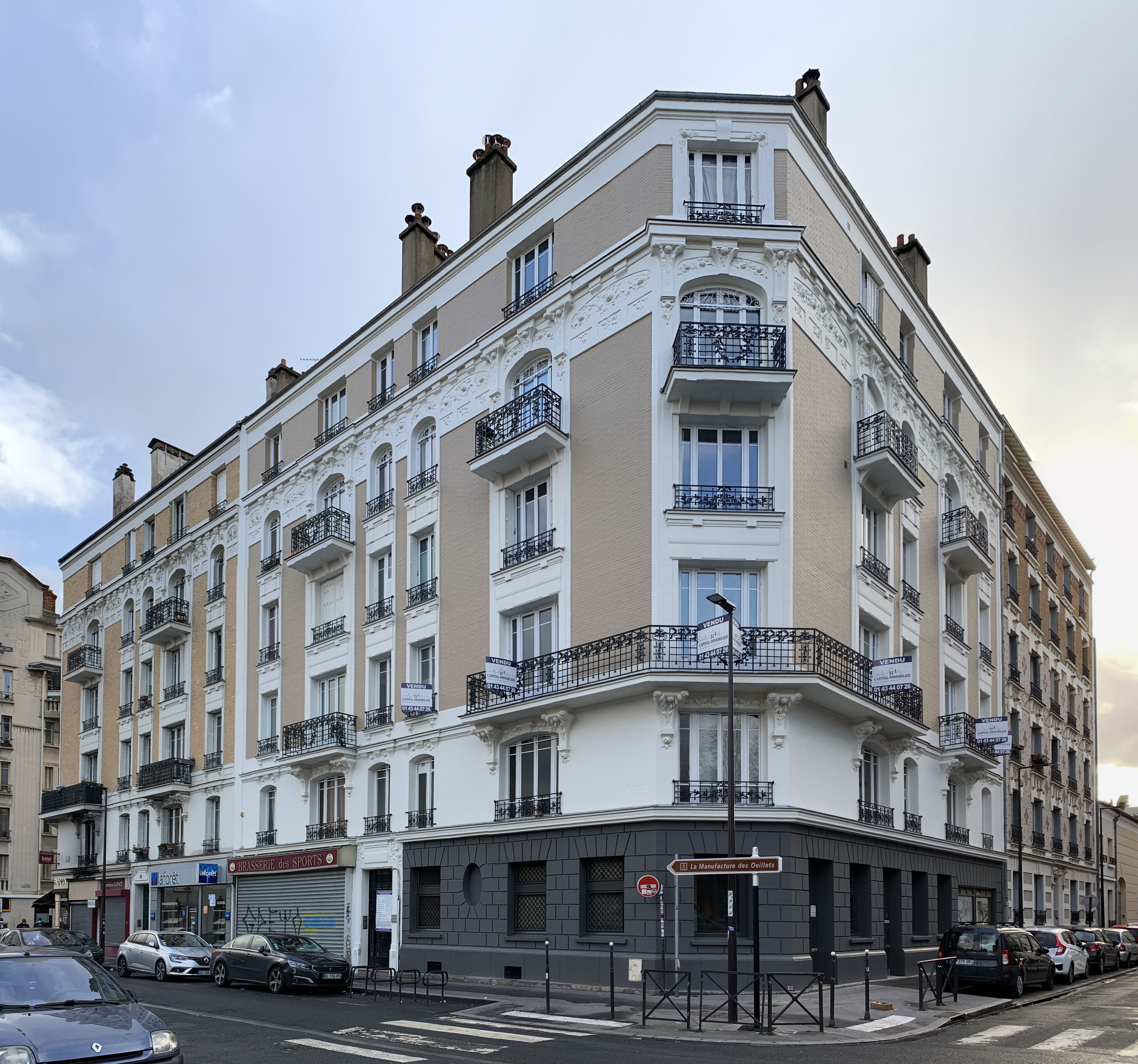
Immeuble aux numéros 8 et 10.
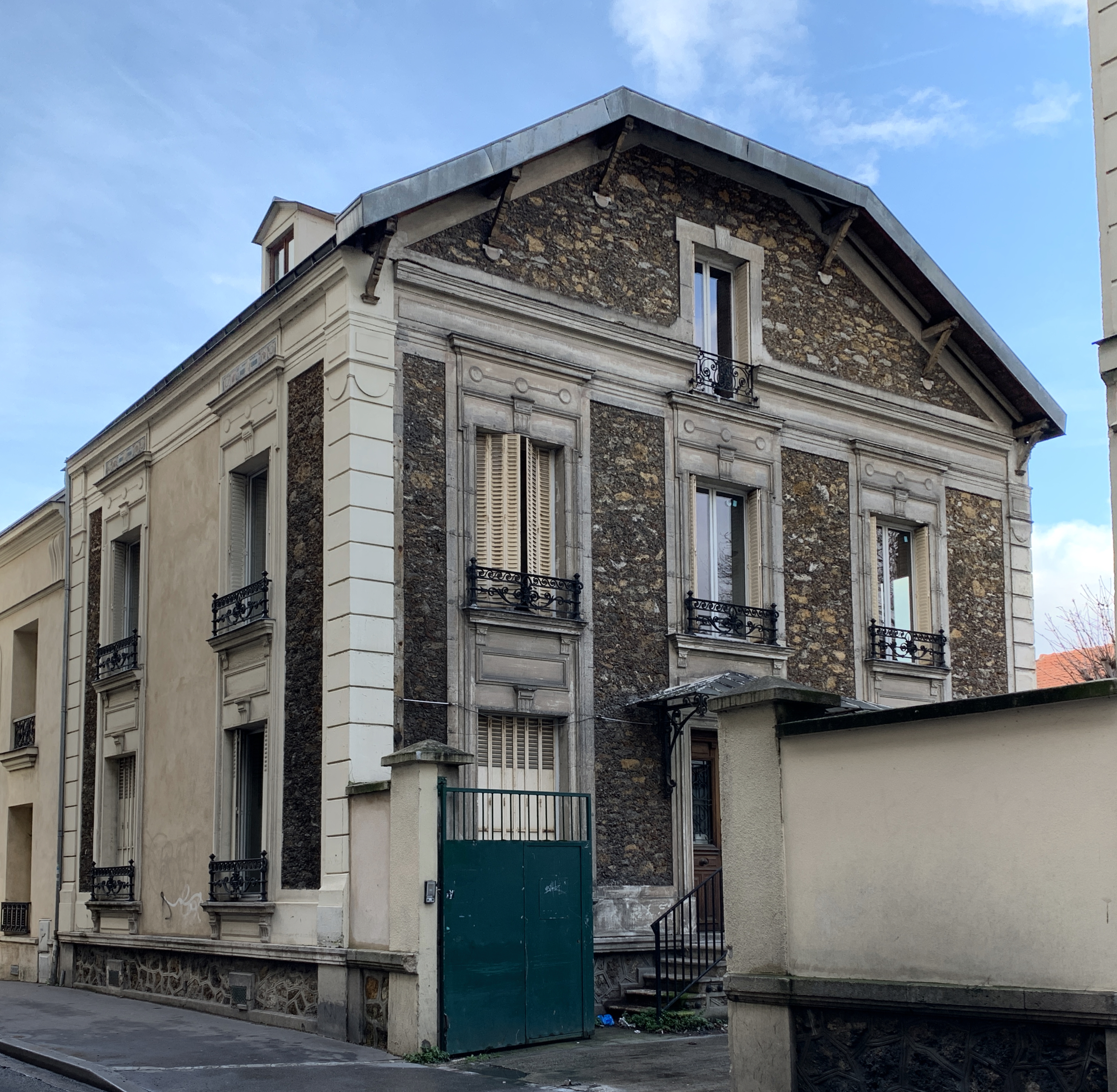
Maison au 7 de la rue.
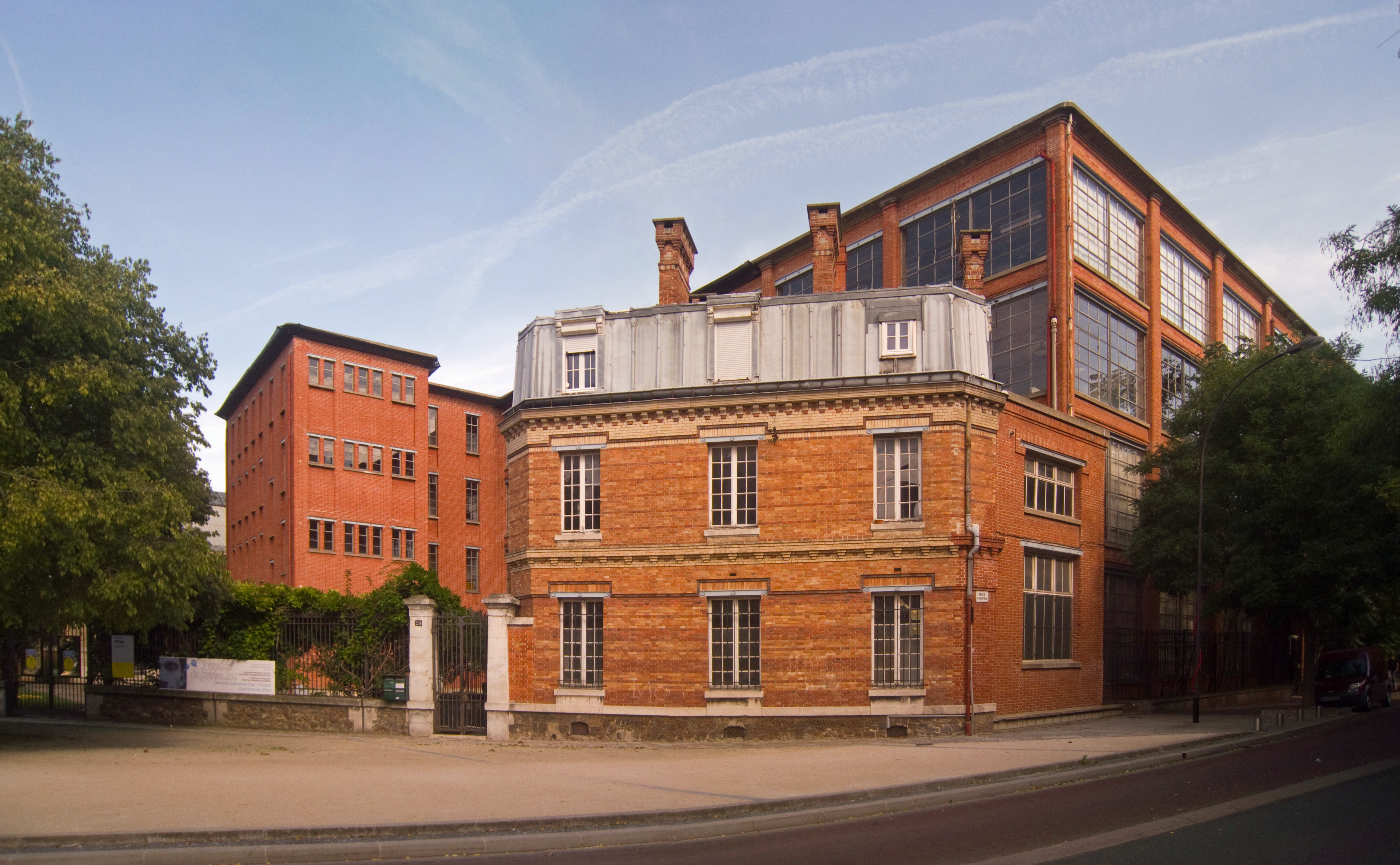
Manufacture des œillets.
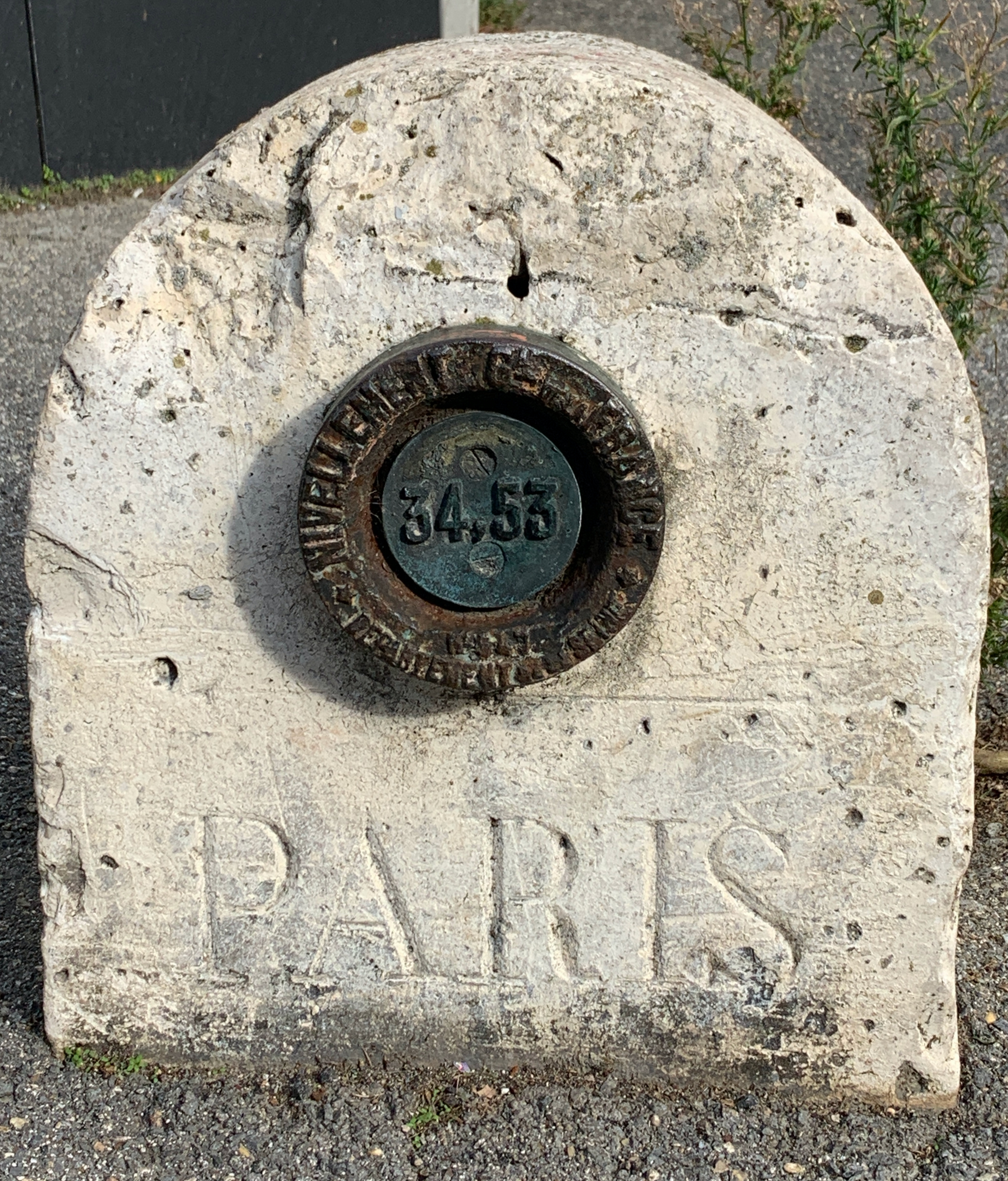
Repère de nivellement, rue Raspail, marquant l'altitude de 34.53 mètres.
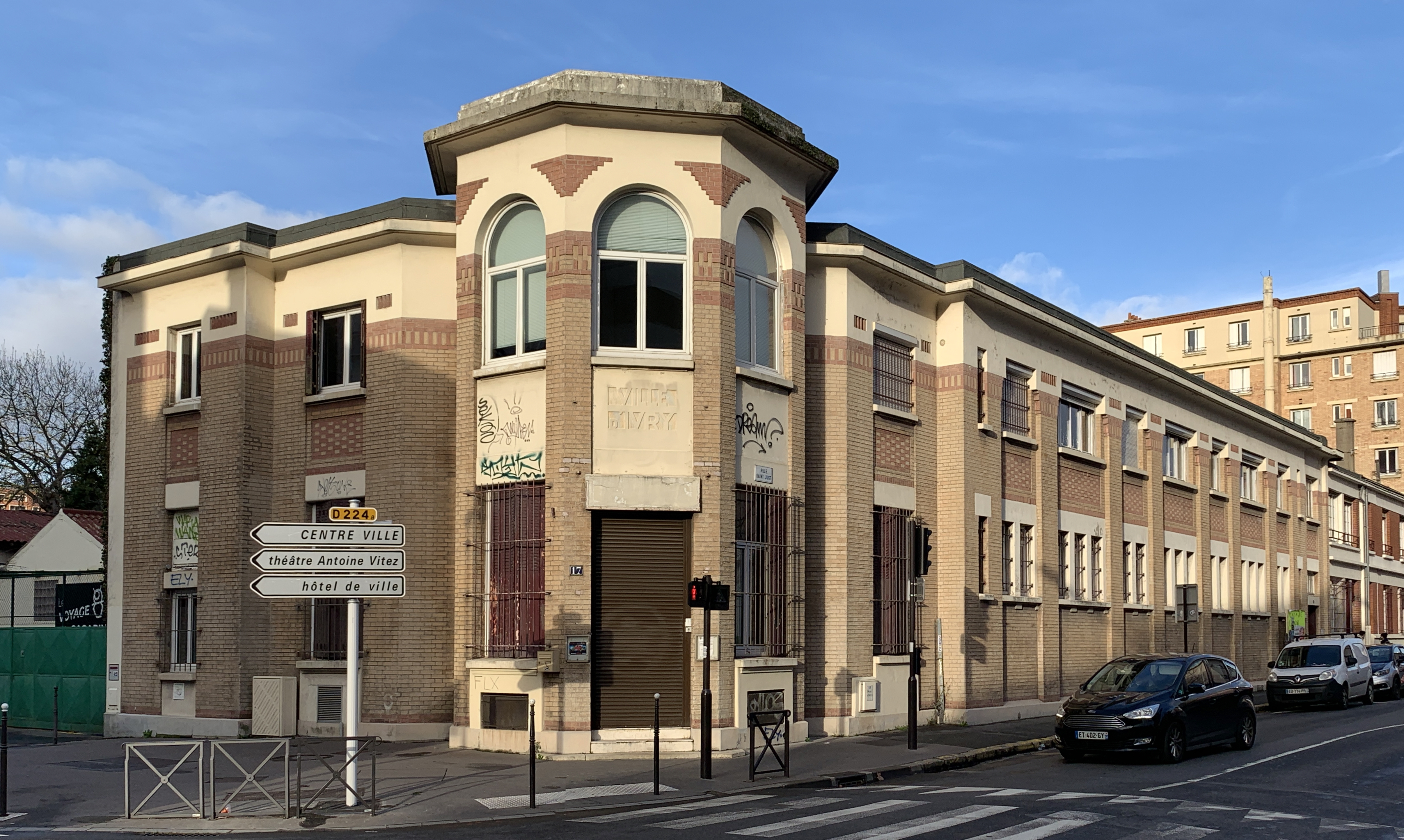
Bains-douches.